# Hail of Bullets
Hail of Bullets – holenderska supergrupa wykonująca death metal, skupiająca się głównie na tematach związanych z II wojną światową. Powstała w 2006 roku z inicjatywy basisty Theo van Eekelena, perkusisty Eda Warby'ego, gitarzystów Stephana Gebédiego i Paula Baayensa oraz wokalisty Martina van Drunena.
W 2017 roku formacja została rozwiązana.

## Muzycy
| Ostatni skład zespołu - Dave Ingram – wokal (2016–2017) - Paul Baayens – gitara (2006–2017) - Stephan Gebedi – gitara (2006–2017) - Theo van Eekelen – gitara basowa (2006–2017) - Ed Warby – perkusja (2006–2017) |  | Byli członkowie zespołu - Martin van Drunen – wokal (2006–2015) Muzycy koncertowi - Dirk Bruinenberg – perkusja (2016) |

## Dyskografia
Albumy
| ...of Frost and War                     | - Data: 13 maja 2008 - Wydawca: Metal Blade Records         | –  |
| On Divine Winds                         | - Data: 12 października 2010 - Wydawca: Metal Blade Records | 75 |
| III: The Rommel Chronicles              | - Data: 28 października 2013 - Wydawca: Metal Blade Records | 47 |
| „–” oznacza, że album nie był notowany. |                                                             |    |

Minialbumy
| Tytuł         | Dane dot. albumu                                     |
| ------------- | ---------------------------------------------------- |
| Warsaw Rising | - Data: 30 lipca 2009 - Wydawca: Metal Blade Records |

## Teledyski
| Tytuł           | Rok  | Reżyseria               | Album           | Źródło |
| --------------- | ---- | ----------------------- | --------------- | ------ |
| "Warsaw Rising" | 2009 | Dave Cardoso, Dave Hall | Warsaw Rising   | [ 12 ] |
| "Operation Z"   | 2010 | –                       | On Divine Winds | [ 13 ] |